# Westminster (Colorado)
Westminster is een stad in de Amerikaanse staat Colorado en telt 100.940 inwoners. Het is hiermee de 234e stad in de Verenigde Staten (2000). De oppervlakte bedraagt 81,5 km², waarmee het de 192e stad is.

## Demografie
Van de bevolking is 6,5 % ouder dan 65 jaar en bestaat voor 23,7 % uit eenpersoonshuishoudens. De werkloosheid bedraagt 1,8 % (cijfers volkstelling 2000).
Ongeveer 15,2 % van de bevolking van Westminster bestaat uit hispanics en latino's, 1,2 % is van Afrikaanse oorsprong en 5,5 % van Aziatische oorsprong.
Het aantal inwoners steeg van 74.176 in 1990 naar 100.940 in 2000.

## Klimaat
In januari is de gemiddelde temperatuur -1,0 °C, in juli is dat 22,2 °C. Jaarlijks valt er gemiddeld 402,8 mm neerslag (gegevens op basis van de meetperiode 1961-1990).

## Plaatsen in de nabije omgeving
De onderstaande figuur toont nabijgelegen plaatsen in een straal van 8 km rond Westminster.